# Покровская площадь (Астрахань)
Покро́вская пло́щадь — одна из площадей в центральной части Астрахани, расположена в историческом районе Селение около рынка «Селенские Исады».

## Описание
Фактически имеет форму улицы — вытянутого проезда, проходящего параллельно проезжей части улиц Савушкина и Марии Максаковой. Начинается от улицы Анри Барбюса и идёт с юга на север до улицы Полякова на протяжении 294 метров. Южная половина площади — пешеходная аллея.
Площадь застроена зданиями дореволюционного и советского периодов, в том числе памятниками архитектуры.

## История
До революции площадь называлась Покровской — по названию расположенного на ней храма Покрова Пресвятой Богородицы.
В 1896, по решению Астраханской городской думы, на площади заложен сад по идее городского головы И. Н. Плотникова, названный Николаевским — в честь 100-летия со дня рождения императора Николая I (ныне — Театральный парк).
В 1920 году получила название площадь 2 марта 1919 года; в 1928 оно изменено на площадь 12 марта 1919 года — в честь подавления контрреволюционного мятежа в Астрахани.
В 1992 году площади возвращено историческое название.

## Ансамбль
- дом 1/15 —  памятник архитектуры Здание богадельни И. и Н. Губиных для престарелых ремесленников (глазная больница, 1904 г.)
- дом 3 —  памятник архитектуры Дом городского общества попечительства слепых (начало XX в.)
- дом 6 —  памятник архитектуры Собор Покрова Пресвятой Богородицы (1877‒1855 гг.)

## Транспорт
По площади нет движения общественного транспорта, ближайшая остановка маршрутных такси и автобусов — «Селенские Исады» — располагается на соседней улице Анри Барбюса.